# Leif Nielsen
Leif Nielsen (Copenaghen, 28 maggio 1942) è un ex calciatore danese, di ruolo portiere.

## Carriera
Nel 1966 fu nominato calciatore danese dell'anno.
Nel 1968 viene ingaggiato dagli statunitensi del Houston Stars. Con gli Stars ottenne il secondo posto della Gulf Division della NASL 1968, non riuscendo ad accedere alla fase finale del torneo.

## Palmarès

### Giocatore

#### Club
- Campionato scozzese: 1

Celtic: 1971-1972
- Coppa di Scozia: 1

Celtic: 1971-1972

#### Individuale
- Calciatore danese dell'anno: 1

1966
- Capocannoniere del campionato danese: 1

1967 (15 reti)